# Association sportive Les Marsouins de Saint-Leu
Pour les articles homonymes, voir Marsouin.
Maillots
L'Association Sportive Les Marsouins est un club réunionnais de football basé à Saint-Leu créé en 1955.

## Palmarès
| Compétitions nationales | Compétitions internationales |
| - Championnat de la Réunion (1) : - Champion : 2000. - Troisième : 1997, 1999, 2007. - Coupe de la Réunion (2) : - Vainqueur : 1997 et 2007. - Finaliste : 1998. - Coupe régionale de France (1) - Vainqueur : 2000 - Finaliste : 1998, 2006 et 2007. - Championnat de La Réunion de football D2 (4) : - Champion : 1971, 1984, 1996 et 2013. - Vice-champion : 1990 - Championnat de La Réunion de football D3 (2) : - Champion : 1968, 1982. | - Ligue des Champions de la CAF : - Premier tour : 2001. - Coupe d'Afrique des vainqueurs de coupe de football : - Premier tour : 1998. - Tournoi Black Stars : - Demi-finaliste : 1999. |

## Bilan saison par saison
Plusieurs saisons sont manquantes à cause d'un manque d'informations.
| Saison    | Division  | Classement    | Coupe de La Réunion                | Autres coupes                                            |
| --------- | --------- | ------------- | ---------------------------------- | -------------------------------------------------------- |
| 1961      | Inconnu   | Inconnu       | 1er tour                           | Aucune                                                   |
| 1962      | Inconnu   | Inconnu       | 1er tour                           | Aucune                                                   |
| 1963      | Inconnu   | Inconnu       | Ne participe pas                   | Aucune                                                   |
| 1964      | Inconnu   | Inconnu       | Abandon Huitièmes-de-finale        | Aucune                                                   |
| 1968      | Promotion | Champion      | Inconnu                            | Aucune                                                   |
| 1969      | DH        | 10e           | Inconnu                            | Aucune                                                   |
| 1971      | D2        | Champion      | Aucune                             | Inconnu                                                  |
| 1972      | DH        | 4e            | Inconnu                            | Aucune                                                   |
| 1973      | DH        | 11e           | Inconnu                            | Aucune                                                   |
| 1974      | D2        | Inconnu       | Inconnu                            | Aucune                                                   |
| 1982      | PH        | Champion      | Inconnu                            | Aucune                                                   |
| 1983      | DHR       | Inconnu       | Inconnu                            | Aucune                                                   |
| 1984      | DHR       | Champion      | Inconnu                            | Aucune                                                   |
| 1985      | DH        | 14e           | Inconnu                            | Aucune                                                   |
| 1986      | Inconnu   | Inconnu       | Inconnu                            | Aucune                                                   |
| 1990      | D2R       | Vice-champion | Inconnu                            | Aucune                                                   |
| 1991      | DH        | 10e           | Inconnu                            | Aucune                                                   |
| 1992      | D1P       | 9e            | Inconnu                            | Aucune                                                   |
| 1993      | D1P       | 6e            | Inconnu                            | Aucune                                                   |
| 1994      | D1P       | 8e            | Inconnu                            | Aucune                                                   |
| 1995      | D1P       | 11e           | Inconnu                            | Aucune                                                   |
| 1996      | D2R       | Champion      | Inconnu                            | Aucune                                                   |
| 1997      | D1P       | 3e            | Vainqueur                          | Aucune                                                   |
| 1998      | D1P       | 10e           | Finaliste                          | Finaliste (Coupe régionale de France), 1er tour (C2 CAF) |
| 1999      | D1P       | 3e            | Inconnu                            | Demi-finaliste (Tournoi Black Stars)                     |
| 2000      | D1P       | Champion      | Inconnu                            | Vainqueur (Coupe régionale de France)                    |
| 2001      | D1P       | 4e            | Inconnu                            | 7e tour de la Coupe de France, 1er tour (C1 CAF)         |
| 2002      | D1P       | 4e            | Inconnu                            | Aucune                                                   |
| 2003      | D2R       | 6e            | Inconnu                            | Aucune                                                   |
| 2004      | D1P       | 11e           | Inconnu                            | Aucune                                                   |
| 2005      | D1P       | 9e            | Inconnu                            | Aucune                                                   |
| 2006      | D1P       | 6e            | Inconnu                            | Finaliste (Coupe régionale de France)                    |
| 2007      | D1P       | 3e            | Vainqueur                          | Finaliste (Coupe régionale de France)                    |
| 2008      | D1P       | 7e            | Inconnu                            | Aucune                                                   |
| 2009      | D1P       | 13e           | Demi-finales                       | Aucune                                                   |
| 2010      | D1P       | 4e            | Éliminé avant les quarts-de-finale | Aucune                                                   |
| 2011      | D1P       | 9e            | Éliminé avant les quarts-de-finale | Aucune                                                   |
| 2012      | D1P       | 11e           | Huitièmes-de-finale                | Aucune                                                   |
| 2013      | D2R       | Champion      | Seizièmes-de-finale                | Aucune                                                   |
| 2014      | D1P       | 7e            | Quarts-de-finale                   | Aucune                                                   |
| 2015      | D1P       | 6e            | Quarts-de-finale                   | Aucune                                                   |
| 2016-2017 | D1R       | 8e            | Finaliste                          | Aucune                                                   |
| 2017      | R1        | 8e            | Aucune                             | Aucune                                                   |
| 2018      | R1        | 9e            | Aucune                             | Aucune                                                   |
| 2019      | R1        | 12e           | Aucune                             | Aucune                                                   |
| 2020      | R1        | 11e           | Aucune                             | Aucune                                                   |
| 2021      | R1        | En cours      | En cours                           | En cours                                                 |

- [2]Nanou Mailly

## Divers
- En 2006 le club signe un partenariat avec le LOSC, ce qui lui permet d'envoyer ses meilleurs jeunes en métropole.
- En 2007 le club compté 240 licenciés toutes catégories confondues.
- Le 9 mars 2009, Zoubeir Hatia est nommé président du club.